# جيمس ماكلارين
جيمس ماكلارين (4 يناير 1870 في المملكة المتحدة - 8 يوليو 1952 في المملكة المتحدة) (بالإنجليزية: James MacLaren)‏ هو لاعب كريكت بريطاني وبريطاني (وحمل سابقاً جنسية المملكة المتحدة لبريطانيا العظمى وأيرلندا). لعب مع نادي مقاطعة لانكشر للكريكت ‏.